# Stožok
Stožok je obec na Slovensku v okrese Detva. V obci žije přibližně 1 200 obyvatel. První písemná zmínka o obci pochází z roku 1773.